# Мори Сити (Тенеси)
Мори Сити (енгл. Maury City) град је у америчкој савезној држави Тенеси.

## Демографија
По попису из 2010. године број становника је 674, што је 30 (-4,3%) становника мање него 2000. године.
| Група             | 2000.       | 2010.       |
| Белци             | 441 (62,6%) | 419 (62,2%) |
| Афроамериканци    | 231 (32,8%) | 173 (25,7%) |
| Азијати           | 1 (0,1%)    | 1 (0,1%)    |
| Хиспаноамериканци | 29 (4,1%)   | 68 (10,1%)  |
| Укупно            | 704         | 674         |